# Zaczarowane Pejzaże
Zaczarowane Pejzaże – oznaczony na żółto szlak rowerowy o długości 51,7 km prowadzący na południe od Szczecinka, poprzez morenową Krainę Trzech Dolin do pradoliny rzeki Gwdy, dopływu Noteci. Większość jego trasy wyznaczają punkty kultu religijnego, w szczególności neogotyckie i ryglowe kościoły, a także przydrożne kapliczki i krzyże.

## Przebieg szlaku
Szlak rozpoczyna się w punkcie węzłowym szlaków rowerowych Pojezierza Szczecineckiego, przy I Liceum Ogólnokształcącym im. Księżnej Elżbiety w Szczecinku, gdzie rozpoczynają się także szlaki:
 – niebieski szlak rowerowy Dookoła Jeziora Trzesiecko,
 – czarny szlak rowerowy Nizica,
 – czerwony szlak rowerowy Jeziora Szczecineckie,
 – zielony szlak rowerowy Dolina Parsęty.
Prowadzi w kierunku południowo-wschodnim, podążając alejami parkowymi, obok Zamku Książąt Pomorskich. Przekraczając rzekę Nizicę (powszechnie w Szczecinku znaną jako Niezdobna), dostrzec można Kościół Narodzenia Najświętszej Marii Panny w Szczecinku, z wieżą kościelną o wysokości 84 metrów, oraz budynek szkoły muzycznej im. Oskara Kolberga. Wjeżdżając na aleję Noyelles-sous-Lens, szlak prowadzi obok drewnianego pomostu, głównej stacji tramwaju wodnego, wyciągu do nart wodnych, stadionu szczecineckiego Ośrodka Sportu i Rekreacji, hali lekkoatletycznej Ślusarnia oraz basenu. W okolicach drugiego kilometra trasy szlak dociera do wieży Bismarcka zlokalizowanej na Wzgórzu Przemysława, oraz kolejnego pomostu – stacji tramwaju wodnego.
Przy kładce na Lipowym Potoku szlak odbija w lewo, rozstając się z  niebieskim szlakiem prowadzącym nadal wzdłuż jeziora Trzesiecko. Asfaltową drogą szlak omija wzgórze Marientron, dawne miejsce pogańskiego kultu, potem klasztor, a w okresie II wojny światowej niemiecki obóz kobiecy Reichsarbeitsdienst RAD 5/144 Marienthron. Wkraczając do Świątek szlak mija ekspozycję zabytkowego sprzętu rolniczego oraz bezstylowy dwór. Za Zespołem Szkół im. Stanisława Staszica odbija żużlowa droga, rozpoczynając:  ścieżkę przyrodniczą Las Klasztorny (okrężna, o długości 3,9 km, rozpoczyna się i kończy w Świątkach). Szlak prowadząc w kierunku południowo-zachodnim wkracza w las.
Około szóstego kilometra znajduje się pomnik przyrody, lipa drobnolistna o obwodzie 440 cm. Miejsce to wyznacza granice rezerwatu przyrody Dęby Wilczkowskie. Szlak prowadzi obrzeżami rezerwatu w kierunku położonej przy drodze krajowej nr 20 miejscowości Sitno, mijając linię kolejową nr 210 z Chojnic przez Szczecinek do Stargardu (przejazd kolejowo-drogowy). W Sitnie znajduje się kościół pod wezwaniem Najświętszego Serca Pana Jezusa – niegotycki punkt kultu religijnego wybudowany w latach 70. XIX wieku.
Przekraczając drogę krajową szlak zmierza w kierunku miejscowości Dziki, a klonowo-jaworowa aleja prowadzi na pagórek morenowy z widokiem na dwa polodowcowe jeziora, jezioro Rybno o powierzchni 10 ha oraz jezioro Rokitno o powierzchni 9,5 ha, które są głównymi elementami środkowej doliny Krainy Trzech Dolin. Około 1800 metrów dalej szlak oferuje widok na jeziora będące częścią trzeciej doliny tejże krainy. Największym z widocznych jest jezioro Kopiel o powierzchni 14,6 ha.
Docierając do Dzików szlak skręca w lewo, prowadząc do Turowa Pomorskiego. Nad brzegiem jeziora Rymierzewo znajduje się niestrzeżona plaża, miejsce przeznaczone na rozbicie namiotu oraz gospodarstwo agroturystyczne. Po 3 kilometrach dociera się do stacji kolejowej Turowo Pomorskie. W Turowie znajduje się kolejny neogotycki pałac z 1896 roku, a obok niego neogotycki kościół pod wezwaniem świętego Józefa, który powstał w 1879 roku. Szlak nie przekracza jednak torów linii 405 prowadzących w kierunku Piły; skręcając w prawo prowadzi w kierunku miejscowości Wilcze Laski mijając niewielkie Spotkanie.
W Wilczych Laskach znajduje się kolejny neogotycki kościół, tym razem pod wezwaniem Wszystkich Świętych wybudowany w 1894 roku. Poza tym, w miejscowości zwiedzić można ruiny neogotyckiego pałacu z drugiej połowy XIX wieku oraz nieczynne lotnisko wojskowe, oddalone o około 1 km od miejscowości. Szlak rowerowy odbija w lewo na wysokości kościoła i prowadzi do Lotynia mijając osamotnioną wieś Kruszka.
Szlak wkracza do województwa wielkopolskiego. Ponownie przekracza się linię kolejową nr 405; dwa kilometry dalej znajduje się miejscowość Lotyń ze szkieletową konstrukcją kościoła pod wezwaniem Wniebowzięcia Najświętszej Maryi Panny z 1794 roku. W otoczeniu znajdują się nagrobki Hertzbergów-Arcemberskich; w Lotyniu urodził się m.in. Ewald Friedrich von Hertzberg. Około 300 metrów dalej, przy rozwidleniu dróg, znajduje się zabytkowy, podworski park. Szlak zmierza w kierunku północno-wschodnim w kierunku miejscowości Drawień, mijając Drzewice i Wojnowo. Opadając do pradoliny Gwdy zapewnia widoki na bory znajdujące się na wschód od trasy.
W Drawieniu znajduje się częściowo zachowane, neogotyckie mauzoleum-kapliczka oraz ryglowy kościół pod wezwaniem Matki Boskiej Różańcowej z 1695 roku. Za Drawieniem trasa zagłębia się w dolinę rzeki Osoka, dopływu Gwdy. Po niecałych trzech kilometrach szlak dociera do Żółtnicy, w której znajduje się kolejny ryglowy kościół, tym razem pod wezwaniem Matki Boskiej Częstochowskiej z 1821 roku. W stojącej nieopodal drewnianej dzwonnicy znajduje się odlany z brązu, gotycki dzwon z 1556 roku. Po opuszczeniu Żółtnicy szlak prowadzi w kierunku zachodnim.
Za mieściną Buczek szlak wkracza w Las Czarnoborski. Urodziwy las z okazałymi bukami prowadzi aż do miejscowości Czarnobór. Przy siedzibie miejscowego nadleśnictwa szlak skręca w lewo, prowadząc wzdłuż brzegu jeziora Leśnego. Nadjeziorną skarpę porastają dwa wiekowe dęby – pomniki przyrody. Opuszczając drogę asfaltową i las pagórkowata trasa prowadzi w kierunku Szczecinka oferując rozległe widoki na miejskie zabudowania i wkracza w granice miasta.
Mija się kolejno trzy trasy kolejowe; wpierw linię nr 210 prowadzącą do Chojnic, następnie linię nr 405 prowadzącą do Miastka, a jak ostatnią linię nr 404 zmierzającą w kierunku Kołobrzegu. W granicach miasta szlak prowadzi wzdłuż ulic Rybackiej i Wodociągowej; nieopodal wieży ciśnień znajdującej się na Wzgórzu Stodoła znajduje się zabytkowy cmentarz, kaplica przedpogrzebowa oraz pomnik żołnierzy napoleońskich. Dalej szlak prowadzi ulicami Szafera, Zieloną oraz Koszalińską, gdzie łączy się z czerwonym szlakiem  Jeziora Szczecineckie. Dociera nad jezioro Trzesiecko na wysokości Łabędziej Wyspy i razem z pozostałymi szlakami prowadzi do pętli, która znajduje się przy I Liceum Ogólnokształcącym im. Księżnej Elżbiety w Szczecinku.